# Vote par approbation
Le vote par approbation ou vote par assentiment est un système de vote simple étudié et défendu par des théoriciens depuis les années 1970,. Dans ce système, le votant s'exprime sur chaque proposition en indiquant s'il la soutient ou non, et la proposition soutenue par le plus grand nombre est déclarée vainqueure.

## Histoire
Le vote par approbation fut utilisé à Florence pour décider de l'éligibilité des magistrats,  dans la république de Venise au XIIIe siècle ainsi qu'au XIXe siècle en Angleterre. Il est utilisé depuis 1987 pour des élections dans des associations (Mathematical Association of America (MAA), l'association américaine de statistique (ASA), la société Social Choice and Welfare (SSCW) et dans certains pays d'Europe de l'Est ou de l'ancien bloc soviétique. Certains groupes de pression aux États-Unis souhaitent le voir s'installer comme système de vote et la ville américaine de Fargo (Dakota du Nord) l'a adopté le 6 novembre 2018, par référendum, pour ses élections officielles ainsi que la ville de Saint Louis (Missouri) en 2020 à l'intérieur d'un système à deux tours.
Ce système présente également quelques affinités avec la grande liberté de choix laissée à l'électeur dans les élections municipales des communes françaises de moins de 1 000 habitants (depuis la réforme de 2014) puisque, dans ces communes, chaque électeur peut rayer autant de noms qu'il le souhaite sur les listes proposées, et que le décompte est effectué au niveau des candidats.

## Principe

### Mise en œuvre
Chaque électeur constitue une liste de tous les choix (des candidats par exemple) qu'il souhaite soutenir par son vote. Le choix qui recueille le plus grand nombre de voix est adopté.
Ce système est équivalent pour l'électeur à ranger l'ensemble des choix en deux groupes :
- les choix qu'il approuve ;
- les choix qu'il désapprouve.

Le vote par approbation appartient à la catégorie des votes par valeurs, puisque l'électeur évalue indépendamment chacun des candidats, mais l'échelle de valeur y est réduite au minimum: approuver ou pas.
La procédure qui consiste à demander à l'électeur s'il approuve ou non chacun des choix proposés est utilisée pour retenir un seul choix (élection d'un seul candidat par exemple); c'est le vote par approbation standard. Mais elle peut se généraliser pour retenir deux candidats en vue d'un second tour, ou plusieurs (élection simultanée de plusieurs candidats). Il existe alors différentes variantes, dont en particulier le vote d'approbation proportionnel qui cherche à optimiser le degré de satisfaction générale.

### Avantages et inconvénients
Les supporters américains du vote par approbation, comme Steven Brams et Dudley R. Herschbach, estiment que l'utilisation de cette méthode devrait avoir trois conséquences principales: augmenter la participation, éviter certains effets pervers de dispersion des voix qui sont inévitables dans les votes uni-nominaux, et réduire l'intensité des campagnes négatives.
Le vote par approbation permet à l'électeur de se prononcer sur plusieurs options avec un dépouillement qui reste plus simple que pour les systèmes de votes par classement, et les autres systèmes de par valeurs ou de par pondération.
Les études théoriques et empiriques semblent indiquer que ce système de vote permet de choisir l'option qui correspond au plus grand consensus, et qu'il favorise l'élection des candidats consensuels, qui ne sont rejetés que par une minorité.
L'électeur a toujours la possibilité de ne soutenir qu'un seul candidat. Si tous les électeurs se comportaient ainsi, on en reviendrait alors à un scrutin uninominal majoritaire, mais ceci n'est pas observé en pratique,.
L'électeur peut procéder à des votes stratégiques, refusant de mettre dans sa liste d'approbation un candidat acceptable afin de diminuer son nombre de points et favoriser ainsi un autre candidat qu'il préfère. Une analyse par la théorie des jeux montre que le comportement rationnel d'un tel électeur serait de voter de la manière suivante : il approuve ou non chaque candidat en le comparant au candidat dont il pense qu'il a la plus grande chance de remporter l'élection (le candidat « principal ») ; et il décide d'approuver ou non le candidat principal en le comparant à son principal adversaire (le « challenger »). Si tous les électeurs votent rationnellement, ceci conduit à l'élection du candidat vainqueur de Condorcet s'il existe.

### Expérimentation
Depuis les années 90, de nombreuses études ont été réalisées en laboratoire, afin d'étudier finement la manière dont ce mode scrutin est utilisé en pratique.
Le vote par approbation a été expérimenté plusieurs fois en France lors d’enquêtes réalisées à l'occasion des élections présidentielles, en 2002, en 2007, en 2012 et en 2017. L'expérience de 2012 s'est déroulée sur les communes de Saint-Étienne, Strasbourg et Louvigny et portait à la fois sur le vote par approbation et le vote par note,. D'autres enquêtes similaires ont été réalisées en Allemagne et aux États-Unis.